# 오우치 요시오키
오우치 요시오키(일본어: 大内義興 おおうち よしおき[*], 분메이 9년 음력 2월 15일(1477년 3월 29일) ~ 교로쿠 원년 음력 12월 20일(1529년 1월 29일))는 무로마치 시대 후기부터 센고쿠 시대 초기에 걸쳐 활약한 스오 센고쿠 다이묘이다.
오다 노부나가가 등장하기 전인 센고쿠 시대 전기의 패권을 장악한 영웅으로 평가되고 있다.

## 생애

### 가독 상속
분메이(文明) 9년 (1477년) 오우치 가문 제14대 당주 오우치 마사히로의 아들로 태어났다. 아명은 기도마루(亀童丸)였다. 조쿄(長享) 2년 1월 30일(1488년 3월 13일)에 교토에서 원복(元服)을 행하고 무로마치 쇼군 아시카가 요시히사(足利義尚)로부터 이름 한 글자 「요시」(義)를 받아 「요시오키」(義興)라는 이름이 주어졌다.
메이오(明応) 원년 (1492년) 아버지의 명으로 롯카쿠 다카요리(六角高頼) 토벌전(이른바 조쿄 엔토쿠의 난)에 참전하였다. 그러나 전쟁이 한창이던 메이오 2년(1493년에 간레이(管領) 호소카와 마사모토(細川政元)가 쇼군 아시카가 요시키(足利義材)를 유폐하는 메이오 정변(明応の政変)이 발생한다. 이때 요시오키는 병사를 셋쓰 국(摂津国)의 효고(兵庫)로 이끌고 올라온 채 사태 추이를 지켜보고 있을 뿐이었다.
이 정변에 관련하여 호소카와 마사모토파였던 다케다 모토노부(武田元信)의 부하에 의해 당시 교토에 머무르고 있던 요시오키의 누이동생이 유괴되는 사건(『大乗院寺社雑事記』메이오 2년 윤4월 1일조)이나 아버지 마사히로가 요시오키의 측근에게 할복을 명하는 사건(『大乗院寺社雑事記』明応2年 8월 4일조) 등이 발생하였는데, 호소카와 마사모토 등이 오우치 마사히로가 아시카가 요시키를 지원하는 것을 두려워하여 인질을 잡아 놓고 젊은 요시오키에게 압력을 가하였고 그에 대한 대응이 스오 본국에 있던 마사히로의 노염을 산 것으로 추정하는 견해가 있다. 그러나 한편으로 이때의 병력 동원이 교토에서 태어났을 요시오키와 스오 본국의 피관(被官)들과의 관계 구축에 크게 기여하게 되어, 훗날 요시오키가 가독을 잇고 난 뒤 그의 지배에 보탬이 되었다.
메이오 3년(1494년) 가을, 아버지 오우치 마사히로가 병으로 당주의 자리를 물러나 은거하면서, 요시오키가 가독을 이어받아 제15대 당주가 되었다. 잠시 동안 요시오키는 은거해 있던 아버지 마사히로의 후견을 받았고, 메이오 4년(1495년) 9월 18일 아버지가 사망하면서 요시오키는 명실상부한 오우치의 당주가 되었다.
그러나 요시오키의 가독 계승 전후로 오우치 집안 내부에 불온한 사건이 잇따라 발생하였다. 우선 앞서 기나이로 병력을 동원했을 때 요시오키를 따라 출진하였으나 갑자기 출분하여 출가해 버렸던 스에 다케모리(陶武護, 스에 오키후사의 형)가 스오로 돌아오자 대신 가독을 이었던 동생 스에 오키아키(陶興明)를 메이오 4년(1495년) 2월에 살해해 버렸다. 그리고 다케모리는 "나가토 슈고다이(長門守護代)인 나이토 히로노리(内藤弘矩)가 요시오키를 몰아내고 대신 그 동생 손코(尊光)를 옹립하려 한다"고 참언하였고, 이것을 믿고 요시오키는 메이오 4년(1495년) 2월 28일 병사를 호후(防府)로 보내 나이토 히로노리와 그 아들 히로카즈(弘和)를 주살해 버렸다.
다만 훗날 나이토 부자의 원통함을 알게 된 요시오키는 참언한 다케모리를 주살하고 히로노리의 딸을 자신의 정실로 맞이하고 히로노리의 동생인 히로하루(内藤弘春)에게 나이토 씨를 잇게 하였다. 스에 씨에 대해서도 막내동생인 스에 오키후사(陶興房)에게 뒤를 잇게 하여 재흥시켰다.
하지만 다케모리가 참소한 내용 가운데 요시오키의 동생인 ・ 다이코인 손코(大護院尊光)가 새로운 오우치 당주로 옹립되기를 꾸미는 음모가 있다는 것은 메이오 8년(1499년)에 현실이 되었다. 중신 스기 다케아키라(杉武明)가 반란을 일으켰다. 요시오키는 이를 진압하고 다케아키라를 자살하게 하였다. 손코는 오토모 씨(大友氏)를 의지하여 분고(豊後)로 망명했다.
그런데 나이토 히로노리 ・ 스에 다케모리 ・ 스기 다케아키라의 주살에 대해서는 통설과는 다른 이야기가 전해지는데, 예를 들면 나이토 히로노리는 스에 다케모리와 함께 모반을 일으키고자 하여 선대 당주인 마사히로에게 살해되었다는 설(『晴興宿禰記』明応4年3月21日条)이나, 스기 다케아키라가 직전까지 요시오키의 신임을 받고 있었다는 것 등으로, 이는 오우치 내부에 보다 복잡한 정치적 대립이 있었던 것을 짐작하게 한다. 그리고 아버지 마사히로가 아직 살아 있었을 때 스에 히로모리(陶弘護, 다케노리 ・ 오키아키 ・ 오키후사 형제의 아버지)나 나이토 히로노리가 사망하였고, 유력 중신인 스에 씨 ・ 나이토 씨가 한꺼번에 몰락하게 된 것은 마사히로의 뒤를 이은 요시오키의 지위를 안정시키는 결과로 이어졌다.

### 규슈로의 진출과 전임 쇼군의 스오 망명

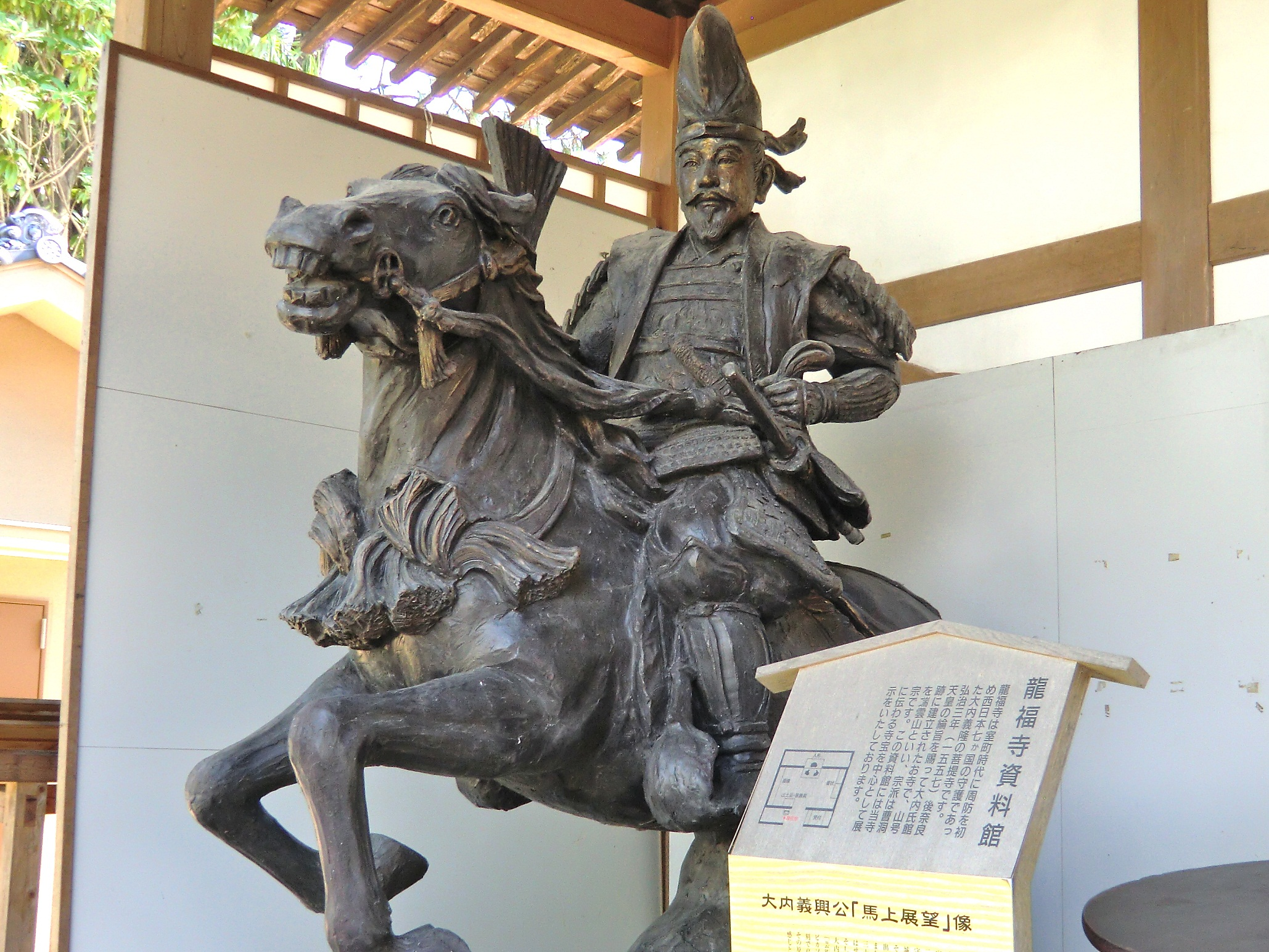
大内義興像（山口市龍福寺資料館）

오우치 씨는 오랜 기간에 걸쳐 규슈 북부에서 오토모 씨(大友氏)나 쇼니 씨(少弐氏)와의 항쟁을 지속하며 세력을 넓혔다. 아버지 마사히로 대에 영유하였던 스오, 나가토, 부젠, 지쿠젠에 더하여 아키, 이와미 슈고를 겸했으며, 그 밖에도 히젠의 일부까지도 세력하에 두었다. 오토모 마사치카(大友政親)가 오우치 마사히로의 누이동생을 아내로 삼아 두 집안 사이에는 혼인 관계가 맺어졌고, 이어 그녀가 낳은 오토모 요시우(大友義右)가 가독을 잇게 되면서 요시오키와 요시우가 종형제로써 협력하게 되어 안정된 관계를 쌓아 올릴 수 있었다.
그러나 메이오 5년(1496년)에 요시우가 급사하고, 당시 요시우가 대립하고 있던 아버지 마사치카가 아들을 독살했다는 소문이 퍼져, 실권을 되찾으려는 마사치카가 기타큐슈의 오우치 영지를 침공하고자 병사를 일으켰다. 그런데 마사치카가 탄 배가 조난을 당해 하필 오우치 씨의 본거지인 나가토에 다다르고 말았고, 자신의 영지를 침공하려 했다는 사실에 요시오키는 격분하여 마사치카를 붙잡아 할복시키고 말았다.
사건의 배경에는 오우치 씨의 세력 확대와 호쿠리쿠 지방(北陸地方)에 망명 중이던 전임 쇼군 ・ 아시카가 요시키와의 제휴를 두려워한 호소카와 마사모토의 암약이 있었던 것으로 보는 견해가 있다.
그뒤 요시오키는 오토모 지카쓰나(大友親綱)의 아들로 출가하여 다이쇼인(大聖院)에 있던 슈신(宗心, 오토모 지카자네)을 오토모 씨의 후계자로 내세우려 하였지만, 마사치카의 동생으로 슈신의 사촌인 오토모 지카하루(大友親治)가 저항하여 실패한다. 또한 앞에서 서술한 대로 메이오 5년(1499년)에 반란에 실패한 요시오키의 동생 다이호인 손코가 망명지에서 오토모 지카하루의 아래로 들어가, 호소카와 마사모토가 옹위하고 있던 쇼군 아시카가 요시타카(足利義高, 요시즈미)의 이름자 한 글자를 받아서 오우치 다카히로(大内高弘)로 이름하였다.
한편 지쿠젠의 탈환을 노리던 쇼니 마사스케(少弐政資) ・ 다카쓰네(高経) 부자도 오토모 마사치카(大友政親) ・ 마사하루 형제와 결탁하여 히젠 국(肥前国)에서 지쿠젠 국으로 병사를 진군시켜 오우치와 싸웠는데, 요시오키도 메이오 5년(1496년) 말에 이르러 아카마세키(赤間関)에 병사를 결집시켜서 12월 13일에 쇼니 씨의 본거지가 있는 지쿠젠을 향해 출진한다. 메이오 6년(1497년) 3월 13일에 하카타(博多)의 세이후쿠지(聖福寺) 문앞에서, 15일에는 지쿠시 촌(筑紫村)과 다카토리이 성(高鳥居城)에서 싸웠으며 지쿠젠으로 쳐들어갔던 쇼니 부자를 쳐부수고 히젠으로 침공하였다. 3월 23일, 히젠(肥前)의 아사히 성(朝日城)을 공략하였다. 4월 14일 쇼니 마사스케를 고쇼 성(小城城)에서 포위하였다. 일단 야마구치로 돌아온 오우치 요시오키는 16일 스오 경내의 이치노미야(一宮) 玉祖神社, 니노미야(二宮) 이즈모 신사(出雲神社), 산노미야(三宮) 仁壁神社, 시노미야(四宮) 赤田神社, 고노미야(五宮) 아사다 신사(浅田神社)를 차례로 참례하였다. 18日、小城城は함락되고 쇼니 마사스케는 도망쳤으나 결국 자결하였다.
그러나, 쇼니 마사스케의 셋째 아들 쇼니 스케모토(少弐資元)가 분키 원년 (1501년) 거병하였고, 에이쇼 3년 (1506년)에 오토모 지카하루와 연대하여 오우치 령의 공격을 계획한다. 그러나, 메이오 8년 (1500년)에 메이오 정변으로 교토에서 쫓겨난 전 쇼군 아시카가 요시타네(足利義稙)가 야마구치에서 생활하고 있었기 때문에, 오우치 요시오키는 에이쇼 4년 (1507년) 아시카가 요시타네의 중개로 쇼니 스케모토와 화친해, 규슈 북부를 세력하에 두었다.

### 기나이 출병
에이쇼 4년 (1507년) 6월 아시카가 요시즈미(足利義澄)를 제11대 쇼군으로 옹립해 전권을 장악한 간레 호소카와 마사모토(細川政元)가 암살되었다. 그 후, 호소카와 가문의 내분이 계속되었기 때문에 기나이 진출로 눈을 돌린다. 오우치 요시오키는 규슈, 주고쿠의 여러 다이묘에게 동원령을 발포하였고, 11월에 야마구치를 출발 12월에는 빈고에 이르렀다. 이에 대해 호소카와 가문에서는 호소카와 마사모토의 양자였던 호소카와 다카쿠니(細川高国)가 오우치 요시오키와 내통하여 호소카와 즈미모토(細川澄元)와 대립 항쟁을 하였고, 에이쇼 5년 (1508년) 3월 호소카와 즈미모토는 다카쿠니, 요시오키에 압도당해, 아시카가 요시즈미와 함께 오미로 도주하였다. 6월 상락을 달성한 요시오키는 7월에 아시카가 요시타네를 쇼군직에 복귀시켰고, 자신은 사쿄노다이부 및 간레다이로 호소카와 다카쿠니와 함께 막정에 관여한다.
그러나, 아시카가 요시즈미와 호소카와 즈미모토가 교토 탈환을 목표로 반격을 하였고, 에이쇼 7년 (1510년) 1월에는 호소카와 다카쿠니와 함께 오미로 공격해 가지만, 역으로 패하고 만다. 그보다도 아시카가 요시즈미측은 일대 결전을 결이하며 에이쇼 8년 (1511년) 7월에는 셋쓰로 공격해 오자 오우치 요시오키는 호소카와 다카쿠니와 함께 출진하지만, 셋쓰에서도 이즈미에서도 패배하고 단바로 도주한다. 그러나 8월 14일 아시카가 요시즈미의 갑작스런 죽음과 롯카쿠 다카요리(六角高頼)의 이반등으로 전황이 유리해졌고, 8월 23일 야마시로 후나오카야마 전투(船岡山の戦い)에서 호소카와 즈미모토군을 격파하고 교토를 탈환한다. 이때 오우치 요시오키의 활약이 상당했다고 한다. 에이쇼 9년 (1512년) 3월 그 무공으로 종3위와 구교의 반열에 오른다.
그러나, 점점 쇼군 요시타네와 간레 다카쿠니의 사이가 나빠졌으며, 더욱이 오우치 가문 영내의 이와미와 아키에 대해 이즈모의 아마고 쓰네히사(尼子経久)가 침공을 개시했기 때문에, 에이쇼 15년 (1518년) 8월 2일 간레다이를 사임하고 야마구치로 귀환한다.

### 아마고 가문과의 싸움
요시오키가 자리를 비운사이 세력을 키운 아마고 쓰네히사는 다이에 3년 (1523년)에는 이와미가 공격 받았으며, 아키에서는 오우치 가문에 종속되었던 모리 가문이 아마고 가문으로 자리를 옮긴다. 아마고 쓰네히사는 모리 가문의 당주 모리 고마쓰마루(毛利幸松丸)의 후견인이었던 모리 모토나리(毛利元就)를 이용해 오우치 가문의 아키 경영의 거점이었던 가가미야마 산성을 공략하는 등 잠시나마 오우치 가문을 압도했다.
이렇게 되자, 요시오키는 다이에 원년 (1521년)부터 아키, 이와미로 진격해 해마다 아마고 가문과 싸우지만, 생각하는 만큼의 전과는 없었다. 그러나, 다이에 4년 (1524년) 아키 이쓰쿠시마섬으로 진격해 사토카나 산성 공방전에서 아마고 군을 격파하였고, 다이에 5년 (1525년)에는 모리 모토나리가 다시 오우치 가문으로 종속되었기 때문에 아키의 대부분을 장악했다. 또, 아마고 가문도 산인방면에서 야마나 가문과 전투를 치르고 있었기 때문에 이와미에서도 세력을 잃었다. 게다가 규슈 북부에서도 쇼니 스케모토(少弐資元)와의 전투의 전황도 유리했다.
교로쿠 원년 (1528년) 아키 가나야마 산성 공격중 병으로 쓰러져, 야마구치로 돌아온 직후 병사하였다. 향년 52세. 묘소는 야마구치 시 료운지터(凌雲寺跡)에 있다. 가독은 적자 오우치 요시타카가 계승하였다.

## 인물·일화
- 요시오키는 구게와 같은 인물로 전해지지만, 연약한 인물은 아니었다. 그의 생애 전반을 전장에서 보낸 무장이었다. 오히려 구게와 같은 일면이 있기 때문에 교토에서 도망쳐온 구게를 야마구치로 맞아들여 조정과의 연락체계를 구축했으며, 더욱이 교토 문화를 야마구치에 꽃피운 인물로 오우치 문화를 창출해 야마구치를 서쪽의 작은 교토라고 불리었다. 오우치 가문의 전성기를 구가한 인물이다.
- 상락을 달성했지만, 막정에 오래 관여하지 못한 것은 자신의 영지가 너무 서쪽에 치우쳐 있고, 호족들의 연합맹주로써의 한계도 있다. 이 때문에 요시오키가 천하 패자로 군림한 기간을 길지 않다.

## 무역
조선과 명나라과의 무역은 군사비를 조달하기 위한 중요한 수단이었다. 그러나, 1506년 (연산군 12년) 조선에서 중종반정이 일어나자 일본과의 무역은 배타적으로 변했다. 물품의 양과 가격을 통제하기 시작했다. 이로써 무역으로 인한 이익이 줄어들게 된다. 이렇게 무역으로 실익이 별로 없자 요시오키는 선대에서 해왔던 방법으로 자신은 백제왕의 후손이며 종례에 따라 특혜를 받고자 하였다. 하지만, 성과는 얻지 못했고, 더욱이 1510년 (중종 5년) 에 일어난 삼포왜란으로 조선과의 무역은 더욱더 어려워졌고 실익도 없었다. 그리고, 1508년 쇼군을 옹립 막정을 장악한 요시오키는 호소카와 가문이 해왔던 명과의 무역도 독점한다. 하지만, 1523년 호소카와 가문이 이에 대항하여 명나라에서 오우치 가문과 대립끝에 오우치 가문의 사신이 죽고 민가가 불탔으며 게다가 이 일로 인해 명나라 관료까지 죽게 된다. 이를 닝보의 난(寧波의 亂)이라고 한다. 닝보의 난으로 오우치 가문과 명국 사이의 무역은 잠정 중단되게 되었다.

## 계보
백제 성왕의 셋째 아들 임성태자가 오우치 가문의 시조라고 전해진다. 족보를 잃어버려 백제왕의 후손이 맞느냐는 의심을 받자 그는 조선 왕 정종 (조선)에게 우리 집안이 백제에서 건너온 것을 입증하는 자료를 부탁한다는 사신을 보내기도 했다.
“나는 백제의 후손입니다. 일본 나라 사람들이
나의 세계(世系)와 나의 성씨(姓氏)를 알지 못하니,
갖추어 써서 주시기를 청합니다.”
정종실록 1년 7월 10일 중에서
일본에 정착한 임성태자의 후손이 스오국 다타라하마에 기착해 오우치무라에 살았기 때문에 성(姓)은 다타라 (多多良), 씨(氏)는 오우치(大內)로 했다고 전해진다.

### 가족

#### 친척
- 오우치 마사히로(大內政弘, 오우치 씨의 제29대 당주, 부친)
  - 오우치 요시오키(大內義興, 오우치 씨의 제30대 당주)
    - 오우치 요시타카(大內義隆, 아들)
    - 오토모 요시아키(大友義鑑)의 부인(딸)
      - 오우치 요시나가(大內義長, 외손)
      - 오토모 요시시게(大友義鎭, 외손):어머니가 아소 고레노리(阿蘇惟憲)의 딸이라는 이설이 있다[출처 필요].

  - 오우치 다카히로(大內隆弘, 동생)

#### 인척
- 나이토 히로노리(內藤弘矩, 장인)
  - 나이토 히로노리의 딸 (부인)

## 요시오키의 이름을 받은 인물들
- 오우치 요시오키(大內義興)
  - 깃카와 오키츠네(吉川興経)
  - 고바야카와 오키카게(小早川興景)
  - 스에 오키후사(陶興房)
  - 나이토 오키모리(內藤興盛)
  - 모리 오키모토(毛利興元)

## 같이 보기
- 백제 성왕
- 백제 위덕왕
  - 임성태자
- 오우치씨
- 오우치 노스케
- 오우치 요시타카(일본어: 大内 義隆)
- 깃카와 오키츠네(일본어: 吉川興經)
- 고바야카와 오키카게(일본어: 小早川興景)
- 스에 오키후사(일본어: 陶興房)
- 나이토 오키모리(일본어: 內藤興盛)
- 모리 오키모토(일본어: 毛利興元)
- 나이토 히로노리
- 오토모 요시아키
- 닝보의 난
- 도요타

### 내용주
1. ↑  분메이 18년 작성된 문서에는 10세로 되어 있다. 아시카가 다카우지 기모본 이서(旗模本裏書)의 메이오(明応) 10년에는 25세로 되어 있고, 갑주수용찬(甲冑寿容賛)에는 에이쇼(永正) 8년에 35세였다고 한다.[1]
2. 1 2  『음량헌일록』(蔭涼軒日録)의 長享 2년 1월 30일조에는 「大内息次郎、相公(쇼군 아시카가 요시히사)賜二字、義興、義字賜者世所稀也」라고 기록되어 있다.
3. ↑  이마노코지 씨는 가모 신사(賀茂神社) 사가(社家)의 딸로 이치조 가(一条家)에 뇨보(女房)로 들어가서 후에 동족과 결혼하였지만 이별 또는 사별하여 친정으로 돌아갔고, 마사히로와 만나 그의 부인이 되었다. 한편 「이마노코지」의 어머니인 다케노우치 씨(竹内氏)는 하타케야마 요시미치(畠山義統)의 생모의 자매로 보이는데, 마사히로의 부인이 되기 전에는 일단 종형제에 해당하는 요시미치의 양녀였다(『大乗院寺社雑事記』 延徳 4年 6월 30일조). 한편 「이마노코지」는 지인인 산조니시 사네타카(三条西実隆)에 따르면 에이쇼(永正) 9년 3월 26일에 58세로 사망하였다고 한다(『実隆公記』 에이쇼 9년 4월 23일조）[5]
4. ↑  文明18年の文書に10歳。足利高氏旗模本裏書明応10年に25歳。甲冑寿容賛永正8年に35歳とある。[1]
5. ↑  常楽寺文書「大内殿御先祖次第」에서. 한편 이 무렵 아버지 마사히로는 오닌(応仁) 원년(1469년) 이래로 오닌의 난(応仁の乱)의 서군측으로 교토로 출진하여 분메이 9년 말까지 령국에는 돌아오지 않고 있었는데, 날짜가 맞다면 요시오키는 오우치의 본거지인 야마구치가 아니라 아버지가 출진해 주둔하고 있던 교토에서 태어난 것이 된다.
6. ↑  『히요 군기』(肥陽軍記)에는 함락된 것은 지바 다네스케(千葉胤資)가 수비하는 晴気城이고 성이 함락된 뒤 쇼니 마사스케는 多久梶峰에서 할복 자결, 쇼니 다카쓰네는 히가시히젠(東肥前)의 城原の城이 함락된 뒤 히로세 산(広瀬山)에서 자결하였다고 한다.[1]